# La Prisonnière espagnole
Pour le type d'escroquerie, voir escroquerie à la prisonnière espagnole.
Pour plus de détails, voir Fiche technique et Distribution.
La Prisonnière espagnole (The Spanish Prisoner) est un film américain réalisé par David Mamet, sorti en 1997.

## Résumé
Un jeune ingénieur, Joe Ross, vient d'inventer un procédé censé permettre à sa société de conquérir tout le marché en quelques années. Il est convié à un voyage de motivation à Saint-Estèphe dans les Caraïbes où, dans un cadre luxueux, il rencontre les actionnaires de la société pour leur en exposer le principe. Joe aborde la question de son bonus pour ses travaux susceptibles de rapporter énormément d'argent à la société, mais Klein, son directeur, reste évasif à ce sujet.
Joe sympathise lors du voyage avec Susan Ricci, nouvelle secrétaire de direction qui y accompagnait son patron. Ils se prennent mutuellement en photo sur la plage. Remarquant avoir été pris en photo ainsi que la femme qui l'accompagne, Julian « Jimmy » Dell, qui venait apparemment d'arriver dans son  hydravion personnel, demande à Joe s'il peut acheter son appareil photo jetable pour mille dollars. Joe, interloqué, lui donne l'appareil sans prendre l'argent. Dans la soirée, il fait rapidement la connaissance d'une jeune femme, Pat McCune qui discute avec Susan.  Elle se présente comme agente du FBI.
Jimmy retrouve Joe plus tard, et lui explique la raison qui l'a poussé à récupérer l'appareil photo : la femme qui était avec lui est une princesse qui n'était pas censée se trouver ici, et il voulait éviter qu'une preuve subsiste. Ils sympathisent, au point que Jimmy confie à Joe sur le départ un colis à donner à sa sœur, et conviennent de se revoir à New York.
Dans l'avion, Susan aborde le sujet des « mules », les personnes qui transportent des paquets pour le compte d'organisations criminelles. Joe est alors pris d'un doute, et se rend aux toilettes pour vérifier le contenu du colis. Il y trouve un livre dont il s'aperçoit avoir endommagé la couverture dans sa fébrilité.
Arrivé à New York, il achète le même livre d'occasion en meilleur état, qu'il emballe à la place de l'autre en y replaçant le carton écrit par Dell, et remet au concierge de l'adresse indiquée. Il reprend contact avec Jimmy et se rend chez lui. Par amusement, Jimmy crée un compte bancaire en Suisse et met Joe comme titulaire, ainsi Joe pourra se vanter de posséder déjà un compte en Suisse. Ils partent ensuite dîner dans un club que fréquente Jimmy, mais un serveur à cheval sur les règles refuse de laisser Joe entrer : ce jour est en effet réservé aux membres. Jimmy insiste  et finit par exiger pour Ross un formulaire d'adhésion, que celui-ci, impressionné, signe.
Jimmy s'intéresse au travail de Joe, et l'avertit que son employeur pourrait chercher à le spolier. Jimmy lui propose de vérifier le contrat qui le lie à la société. Joe ne donne pas suite.
De retour à son travail, Joe est convoqué par Klein et son conseiller juridique, qui veut lui faire signer un nouveau contrat. Joe refuse, et contacte Jimmy pour prendre rendez-vous. Il tente entre-temps de voir la sœur de Jimmy, et se rend compte que Jimmy a menti à son sujet. Il comprend alors que Jimmy tente de lui soutirer le procédé qu'il a inventé. En colère d'avoir été trompé, il prend contact avec Pat McCune du FBI. Une opération est mise en place, Joe est chargé d'exécuter exactement ce que Jimmy lui demande. Il sort alors du coffre fort le précieux livre qui contient le procédé. Peu avant la rencontre avec Jimmy, il est équipé d'un microphone. Il se rend enfin au lieu du rendez-vous, où Jimmy ne vient pas. Il n'arrive pas non plus à joindre Pat. Pris d'un doute, il ouvre le livre, et se rend compte que le véritable livre a été échangé : les pages du sien sont vierges.
Catastrophé, il contacte le véritable FBI cette fois. Il fait le tour des lieux où il est allé avec Jimmy : son appartement qui semblait spacieux n'était en fait qu'une pièce, le club n'était qu'un restaurant, le bureau du club un vestiaire. Le FBI se met à douter de la version des faits donné par Joe : pourquoi possède-t-il en effet ce compte en Suisse ? Pourquoi a-t-il rempli une demande d'asile politique au Venezuela ? Joe se rend compte que la signature sur la demande a été copiée à partir de celle qu'il a faite sur le formulaire d'adhésion. Pour finir, il ne peut mettre en accusation Jimmy, ne disposant d'aucune preuve de son implication : ni témoins, ni photo, ni empreintes digitales.
La seule personne qui pourrait corroborer sa défense est son collègue avocat de la société, avec qui il est en bons termes. Se rendant chez lui, il le trouve mort, poignardé avec son propre couteau. Paniqué, il se réfugie chez Susan. Il se souvient alors que l'hôtel à Saint-Estèphe disposait de caméras de surveillance, dont les enregistrements sont conservés pour les assurances. Il décide d'y retourner pour en demander copie.
Susan lui offre un billet pour le retour, et lui prête son appareil photo rangé dans un étui. Joe passe le portique de sécurité, et réalise qu'il a encore le livre original que lui a donné Jimmy, avec les empreintes dessus. Il fait demi tour alors que l'appareil photo passe au scanner : c'est en réalité un pistolet qui est à l'intérieur. L'alerte est donnée alors que Joe est déjà sorti de l'aéroport, sans remarquer ce qu'il a déclenché. Il prend le bus avec Susan et la met au courant de ce retournement de situation. Susan suggère d'appeler Klein pour mettre immédiatement le livre en sécurité. Elle s'éloigne pour téléphoner. Joe se rend alors compte que le billet de retour donné par Susan est en fait un billet aller pour le Venezuela. Il comprend qu'elle fait partie de la machination. Alors qu'il tente de s'échapper, Jimmy surgit et s'apprête à le tuer quand le FBI intervient pour arrêter la bande : Joe était resté sous surveillance étroite à son insu.

## Fiche technique
- Titre français : La Prisonnière espagnole
- Titre original : The Spanish Prisoner
- Réalisation : David Mamet
- Scénario : David Mamet
- Musique : Carter Burwell
- Photographie : Gabriel Beristain
- Montage : Barbara Tulliver
- Production : Jean Doumanian
- Sociétés de production : Jasmine Productions Inc., Jean Doumanian Productions, Magnolia Films & Sweetland Films
- Société de distribution : Sony Pictures Classics
- Pays :  États-Unis
- Langue : anglais
- Format : couleur - Dolby SR - 35 mm - 1.85:1
- Genre : thriller
- Durée : 106 minutes
- Dates de sortie :
  -  Canada : 8 septembre 1997 (Festival de Toronto)
  -  France : 7 janvier 1998

## Distribution
- Campbell Scott (VF : Samuel Labarthe) : Joe Ross
- Steve Martin (VF : Richard Darbois) : Julian « Jimmy » Dell
- Rebecca Pidgeon (VF : Julie Dumas) : Susan Ricci
- Ben Gazzara (VF : Jean Amadou) : Klein
- Ricky Jay (VF : Jean-Claude Sachot) : George Lang
- Felicity Huffman (VF : Frédérique Tirmont) : Pat McCune
- Ed O'Neill (VF : Jean-Luc Kayser) : chef d'équipe du FBI
- Lionel Mark Smith (VF : Saïd Amadis) : inspecteur Jones
- Jim Frangione (VF : François Dunoyer) : inspecteur Luzzio
- Richard L. Friedman (VF : Dominique Paturel) : businessman
- Jerry Graff (VF : Michel Modo) : businessman
- G. Roy Levin (VF : Bernard Woringer) : businessman
- Paul Butler (VF : Saïd Amadis) : libraire
- Steve Goldstein (VF : Pierre-François Pistorio) : avocat
- Jonathan Katz (VF : Bernard Alane) : avocat
- Takeo Matsushita (VF : Hervé Bellon) : US marshal
- Clark Gregg : sniper du FBI

## Distinctions

### Nominations
- Prix Edgar-Allan-Poe
  - Meilleur film pour David Mamet

- Chlotrudis Awards
  - Meilleur scénario pour David Mamet

- Film Independent Spirit Awards
  - Meilleur scénario pour David Mamet

## Explication
La prisonnière espagnole est un type d'escroquerie. Comme expliqué dans le film, l'arnaque consiste à faire croire que l'on a dû fuir précipitamment un pays étranger en y laissant sa jolie sœur ainsi qu'une confortable somme d'argent, et que l'on cherche une personne capable de financer le voyage de la sœur, en échange d'une forte somme d'argent et des faveurs de la sœur. Bien évidemment, le « financement » finit dans la poche de l'escroc qui disparaît aussitôt.